# 都志見文太
都志見 文太（つしみ ぶんた、11月30日 - ）は、日本のシナリオライター、小説家、同人作家。血液型はB型。東京都出身。同人サークル「TARHS Entertainment」主宰の１人。

## 人物
- 同人サークル「TARHS Entertainment」で共に主宰を務めている漫画家のかずまこをとは、高校時代からの付き合いである。かずまは都志見にとって文芸部の後輩にあたる[1]。
- 図書室のネヴァジスタ内で自分に一番近いと思うキャラクターは「辻村煉慈」とのこと[2]。

## 作風
アップダウンのあるドラマティックなストーリー展開、シナリオの構成力に定評がある。そのシナリオはしばしばファンから「闇が深い」と形容される。
読むだけで情景がありありと浮かぶような風景描写や、社会風刺を織り交ぜたシリアスな展開からクスッと笑えるギャグシーンまで、巧みに張り巡らされた伏線、類まれな比喩表現や、重厚なストーリーが高く評価されている。
キャラクターに関しては「その人物の現在・過去・未来が見えるくらいに、家庭環境から性格設定までブレがないように作りこむ」との信条を持つ。
都志見は自身の作風について「自分はわりと派手でわかりやすいハリウッド的なシナリオが得意」と認識しているが、かずまからは「（都志見自身が）思っているよりもちょっと心理描写が濃い」「ヒューマンドラマ寄りだと思う」と評されている。

## 主な著作

### ゲームシナリオ

#### 同人作品
2007年
- 図書室のネヴァジスタ（2007年 - ）企画・脚本・演出・関連SS執筆
- 真夜中の図書室のネヴァジスタ（フリーゲーム）
- 図書室のインフルエンザ（フリーゲーム）

2008年
- THE FOOL（フリーゲーム）
- 夏休みのネヴァジスタ

2010年
- 四月の魚（フリーゲーム）

2012年
- Nの食卓（フリーゲーム）

2013年
- ∞の悲劇（フリーゲーム）
- ネヴァジスタハニカム（ファンディスク）
- THE FOOL updatedisc（THE FOOL フルボイスリメイク版）

#### 商業作品
2008年
- ご主人様にKISS（企画・シナリオ）

2009年
- 僕らが恋した君へ（企画・シナリオ）

2010年
- 愛してプリンス（プロット・シナリオ）
- 初恋スノウ（企画・シナリオ）
- 十六夜恋奇憚（企画・シナリオ）

2011年
- ラブロワイアル（企画・シナリオ）
- 艶が〜る（2011年 - 2012年）沖田総司・古高俊太郎プロット、シナリオ

2012年
- イヴの孤島（全体プロット、入江正臣・鳴海英介・水嶋夏生シナリオ他）
- 甘いタブー（一部キャラシナリオ）

2013年
- Si-Nis-Kanto -シニシカント-（Ands）カルロ＆ユーゴルートプロット・シナリオ、その他関連SS等
- 名探偵コナン マリオネット交響曲（スパイク・チュンソフト）一部プロット・シナリオ、追加コンテンツプロット・シナリオ

2014年
- 学園ヘヴン2 ～DOUBLE SCRAMBLE！～（Spray）一部シナリオ、関連SS

2015年
- アイドリッシュセブン（2015年 - 、バンダイナムコオンライン）原作、本編＆サイドストーリープロット・シナリオ、カードシナリオ（一部）他

2017年
- きんとうか（GRISEDGE）プロット、シナリオ、特典・雑誌関連SS等

2019年
- 魔法使いの約束（2019年 - 、coly）原作、本編メインシナリオ、育成スポットシナリオ（一部）、イベントシナリオ（一部原作のみ）

### 小説

#### 同人作品
- Nothing's gonna change my world. 図書室のネヴァジスタ再録短編集１（2012年5月4日発行）
- Until a New World pulls us apart. 図書室のネヴァジスタ再録短編集２（2016年8月13日発行）

#### 商業作品
- 小説 アイドリッシュセブン 流星に祈る（イラスト：種村有菜、2015年12月4日発売、白泉社、花とゆめコミックス）
- 小説 アイドリッシュセブン Re:member（イラスト：種村有菜、2018年12月5日発売、白泉社、花とゆめコミックススペシャル）

### 漫画原作
- アイドリッシュセブン TRIGGER -before The Radiant Glory-（作画：種村有菜、2016年8月19日発売、白泉社、花とゆめコミックス）
  - 2016年8月19日初版発行、ISBN 978-4-59-221748-0
- アイドリッシュセブン 流星に祈る（作画：種村有菜、白泉社、花とゆめコミックススペシャル）

1. 2017年8月4日初版発行、ISBN 978-4-59-221749-7
2. 2018年1月4日初版発行、ISBN 978-4-59-221750-3

- アイドリッシュセブン Re:menber（作画：種村有菜、白泉社、花とゆめコミックススペシャル）

1. 2018年12月15日初版発行、ISBN 978-4-59-221878-4
2. 2019年8月5日初版発行、ISBN 978-4-59-221879-1
3. 2019年12月20日初版発行、ISBN 978-4-59-222724-3

### ドラマCD脚本
同人作品
- 久保谷瞠のクリスマス・テレホンショッキング！（2013年12月13日発売 Cool-B 同人ゲーム特集号内 付録ボイスドラマ、宙出版）
- 図書室のネヴァジスタドラマCD episode0（2014年5月3日発売、ツクルノモリ（株））

#### 商業作品
2014年
- Si-Nis-Kanto ドラマCD Another Story（EM2 Record、全6巻）

### 舞台脚本
2013年
- THE FOOL -ReadingLive-（ProjectHermit）朗読劇台本用シナリオ提供

2021年
- アイドリッシュセブン 5th Anniversary Event "/BEGINNING NEXT"（バンダイナムコオンライン）朗読劇シナリオ提供

### アニメ
2023年
- 劇場版アイドリッシュセブン LIVE 4bit BEYOND THE PERiOD（原作・脚本）